# Cienegueta
Cienegueta es un barrio ubicado en el municipio de Vega Alta en el estado libre asociado de Puerto Rico. En el Censo de 2010 tenía una población de 711 habitantes y una densidad poblacional de 264,21 personas por km².

## Geografía
Cienegueta se encuentra ubicado en las coordenadas 18°20′30″N 66°21′59″O / 18.34167, -66.36639. Según la Oficina del Censo de los Estados Unidos, Cienegueta tiene una superficie total de 2.69 km², que corresponden a tierra firme.

## Demografía
Según el censo de 2010, había 711 personas residiendo en Cienegueta. La densidad de población era de 264,21 hab./km². De los 711 habitantes, Cienegueta estaba compuesto por el 75.25% blancos, el 7.59% eran afroamericanos, el 0.7% eran amerindios, el 11.39% eran de otras razas y el 5.06% pertenecían a dos o más razas. Del total de la población el 99.72% eran hispanos o latinos de cualquier raza.